# Aston Martin Lagonda
L'Aston Martin Lagonda è un'automobile prodotta dal 1976 al 1989 dalla casa automobilistica inglese Aston Martin.

## La genesi
All'inizio degli anni settanta la casa inglese sentiva la necessità di svecchiare la propria immagine di costruttore artigianale, di prodotti tradizionali e conservatori, per quanto esclusivi. Inoltre, era in crisi finanziaria e proprio grazie ai cospicui incassi dopo la presentazione del modello poté risollevarsi.

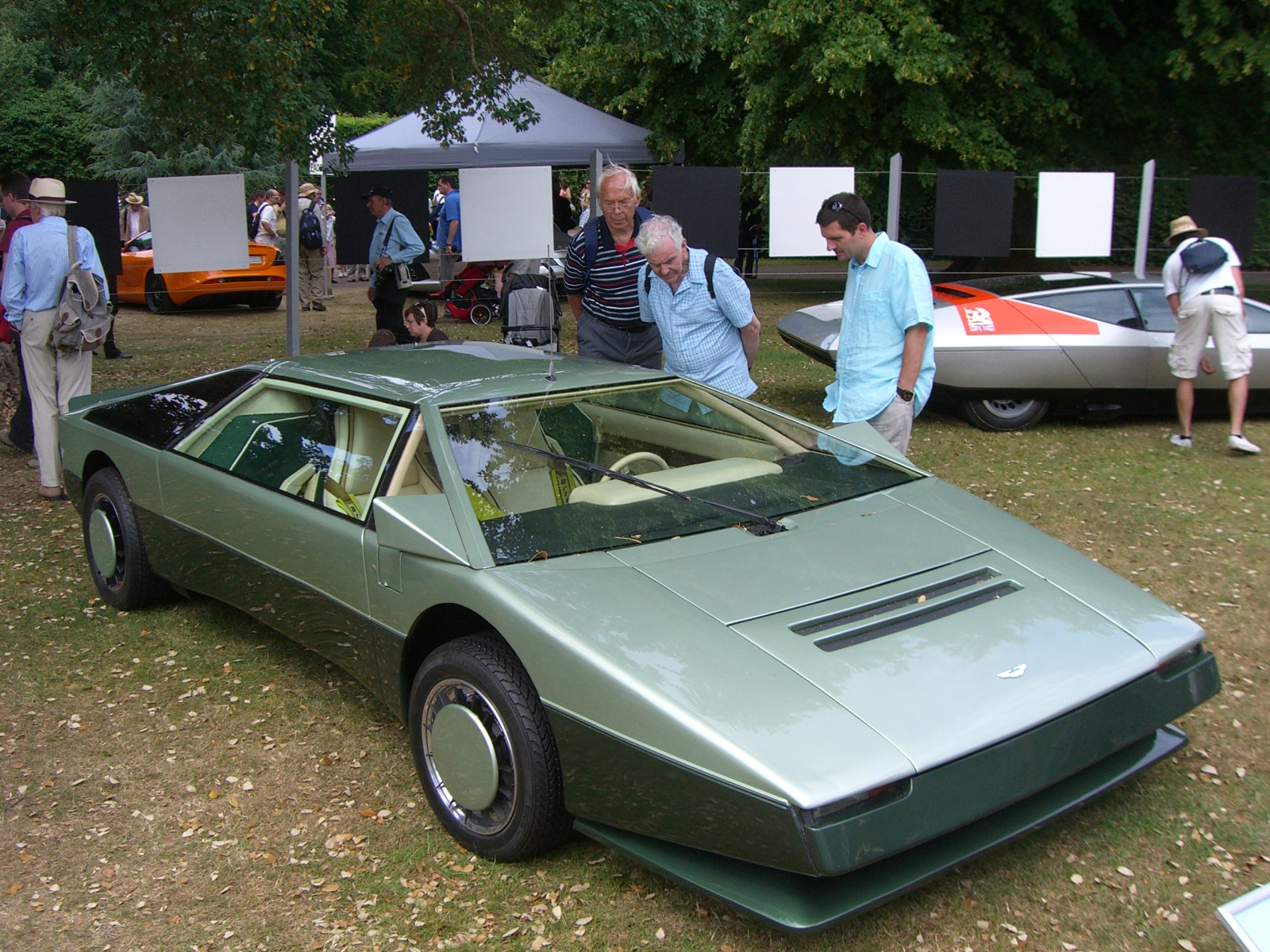
La Aston Martin Bulldog

Col prototipo "Bull Dog" di quel periodo, una grossa sportiva infarcita di elettronica, l'Aston Martin aveva dato sfoggio della propria capacità tecnica, occorreva però tradurre questa "show car" in qualcosa di concreto.
Partendo dal pianale allungato (nel passo) della AM V8, venne sviluppata una grossa berlina 4 porte dalla linea moderna, caratterizzata dall'ampia diffusione dell'elettronica per la gestione del cambio automatico e delle funzioni di bordo (strumentazione, climatizzatore, televisore a colori, impianto audio).
La meccanica rimaneva quella della coupé, incluso il V8 di 5340 cm³ bialbero alimentato da 4 carburatori da 320 CV, ma a stupire era l'estetica futurista della vettura (opera di William Towns), condizionata dalle difficoltà tecniche di lavorazione (era difficile realizzare bombature e parti concave) del materiale in cui era realizzata: l'alluminio.
Presentata al pubblico rispolverando il nome di Lagonda (vecchio marchio di berline di lusso acquisito dalla casa di Newport Pagnell nel 1947) il 12 ottobre 1976, la nuova berlina suscitò scalpore per la linea, per la modernità degli interni (comunque rifiniti con materiali di lusso, come pelle Connolly e legno pregiato) e per la sofisticatezza tecnica: sfiorando dei pulsanti montati accanto al volante con sensori, tecnica adottata per l'impianto Hi-Fi, il televisore, i comandi del climatizzatore e tutti i pulsanti funzionali. La strumentazione disponeva di indicazioni a LED e monitor.
Le soluzioni avveniristiche non incontrarono il grande favore del pubblico in Europa né negli Stati Uniti (dove la commercializzazione iniziò nel 1982), che preferiva vetture più classiche, ma ebbero un buon riscontro in Medio Oriente, che divenne il principale mercato d'esportazione. C'erano inoltre alcuni problemi all'impianto elettrico: la strumentazione funzionava male, i fari a scatto si bloccavano e i componenti del cruscotto digitale con visualizzatore a cristalli liquidi si guastavano regolarmente. Inoltre la ruggine aggrediva i pannelli del pavimento.

## L'evoluzione

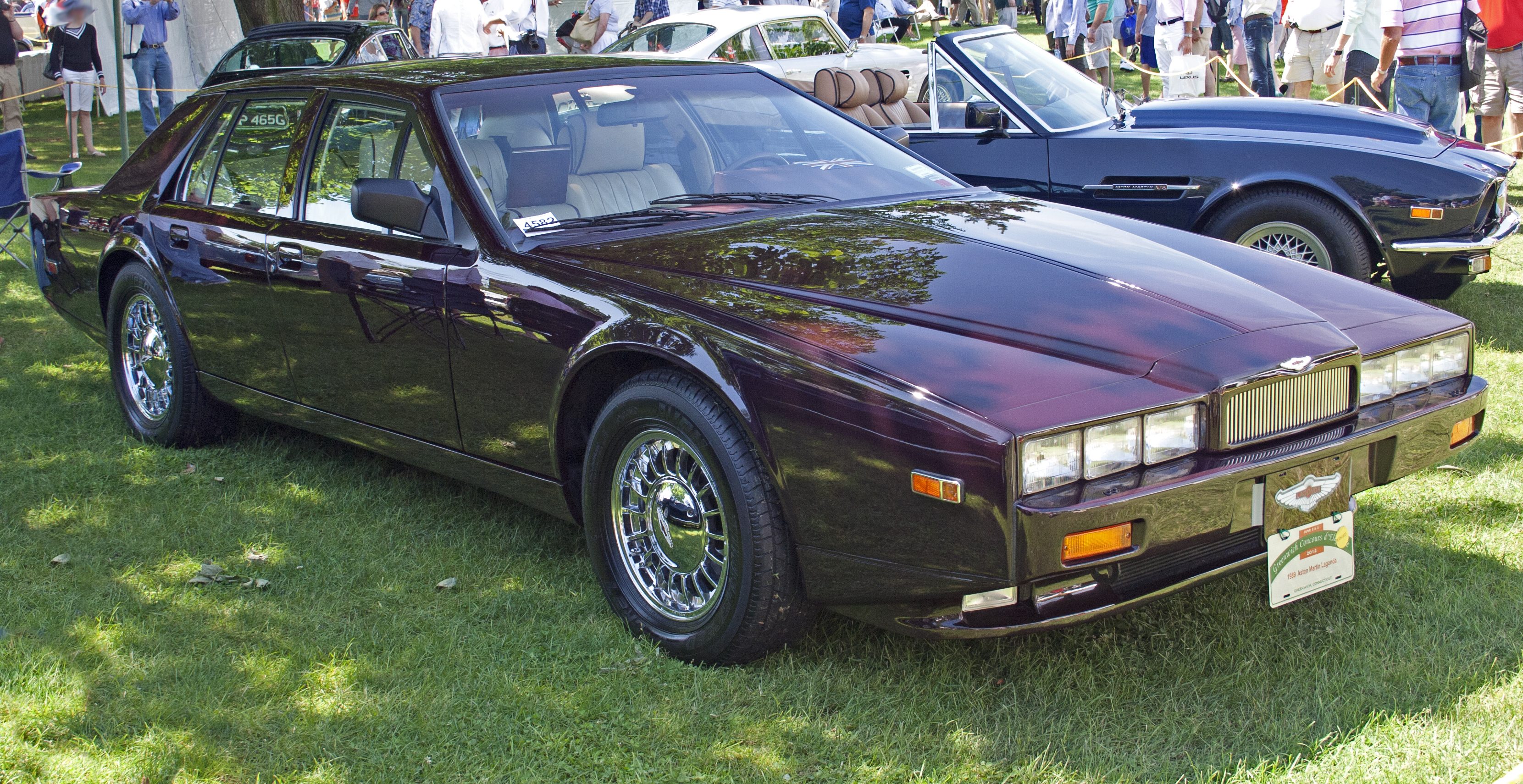
Restyling 1987

Nel corso della sua lunga carriera la Lagonda subì parecchi affinamenti. Nel 1984 la strumentazione, che s'arricchì di un "infocenter" multilingua, divenne a tubo catodico anziché a led, mentre sulle portiere posteriori comparve un piccolo deflettore fisso.
L'anno successivo, per ridurre le emissioni inquinanti, i carburatori vennero rimpiazzati da un impianto di iniezione elettronica Weber-Marelli: la potenza scese a 306 CV.
Nel 1987 la grossa berlina inglese venne sottoposta ad un aggiornamento che coinvolse il muso (reso più dolce), la coda (nuovi gruppi ottici), la fiancata (resa più liscia dall'eliminazione dell'incavatura laterale) e gli interni con una nuova plancia. L'opera futurista di Towns venne, con queste modifiche, parzialmente snaturata.
La produzione cessò nel 1989, con la produzione totale di 645 esemplari.

## Curiosità
Il modello, suo malgrado, compare in molte delle classifiche delle peggiori vetture di sempre: Bloomberg Businessweek la cita nella lista delle 50 auto più brutte degli ultimi 50 anni e Time nella sua "Le peggiori 50 auto di sempre", descrivendola come una "catastrofe meccanica con un'elettronica che sarebbe stata imponente se solo avesse funzionato".

## Motorizzazioni
| Modello    | Disponibilità       | Motore  | Cilindrata (cm³) | Potenza         | Coppia max (Nm) | Emissioni CO2 (g/Km) | 0–100 km/h (secondi) | Velocità max (Km/h) | Consumo medio (Km/l) |
| 5.3 cat.   | dal 1989 al 1990    | Benzina | 5340             | 178 Kw (243 Cv) | 435             | n.d                  | 8.8                  | 230                 | n.d                  |
| 5.3 293 Cv | dal 1988 al 1990    | Benzina | 5340             | 215 Kw (293 Cv) | 435             | n.d                  | 8.8                  | 230                 | 5.5                  |
| 5.3 340 Cv | dal debutto al 1988 | Benzina | 5340             | 250 Kw (340 Cv) | 490             | n.d                  | 7.0                  | 225                 | 5.4                  |